# Mialet (Dordogne)
Pour les articles homonymes, voir Mialet.
Miallet redirige ici.
Mialet (nom officiel), ou Miallet (orthographe locale), est une commune française située dans le département de la Dordogne, en région Nouvelle-Aquitaine.
Elle est intégrée au parc naturel régional Périgord-Limousin.

## Géographie

### Généralités
En Périgord vert, tout au nord du département de la Dordogne, la commune de Mialet, arrosée par la Dronne, la Côle, et son affluent le Coly, est limitrophe de trois communes du département de la Haute-Vienne : La Chapelle-Montbrandeix, Pensol et Dournazac.
Au carrefour des routes départementales (RD) 77 et 79, le bourg de Mialet est situé, en distances orthodromiques, 13 kilomètres au sud-ouest de Châlus et 15 kilomètres au nord de Thiviers, entre la Côle et le Coly.
La commune est également desservie par la RD 6b qui au nord-ouest, sert de limite avec La Chapelle-Montbrandeix et par la RD 82. À proximité, la principale voie d'accès à la commune reste la route nationale 21, axe Limoges - Périgueux situé quatre kilomètres à l'est du bourg.

### Communes limitrophes
Mialet est limitrophe de huit autres communes dont trois dans le département de la Haute-Vienne. Au sud-est, le territoire de Chalais est limitrophe sur environ 550 mètres.
| La Chapelle-Montbrandeix (Haute-Vienne), Pensol (Haute-Vienne) | Dournazac (Haute-Vienne) | Firbeix     |
| Saint-Saud-Lacoussière                                         | Mialet                   | La Coquille |
|                                                                | Saint-Jory-de-Chalais    | Chalais     |

#### Géologie
Situé sur la plaque nord du Bassin aquitain et bordé à son extrémité nord-est par une frange du Massif central, le département de la Dordogne présente une grande diversité géologique. Les terrains sont disposés en profondeur en strates régulières, témoins d'une sédimentation sur cette ancienne plate-forme marine. Le département peut ainsi être découpé sur le plan géologique en quatre gradins différenciés selon leur âge géologique. Mialet est dans le gradin extrême nord-est que constitue le dernier contrefort du Massif central, avec des roches cristallines formées à l'ère primaire, antérieurement au Carbonifère.
Les couches affleurantes sur le territoire communal sont constituées de formations superficielles du Quaternaire datant du Cénozoïque et de roches sédimentaires du Mésozoïque et du Paléozoïque, ainsi que de roches métamorphiques et magmatiques. La formation la plus ancienne, notée ξ1, se compose de micaschistes lamelleux à deux micas, parfois grenats et silicates d'alumine (groupe de la Dronne, Néoprotérozoïque à Cambrien). La formation la plus récente, notée Fy3-z, fait partie des formations superficielles de type alluvions subactuelles à actuelles. Le descriptif de ces couches est détaillé dans  les feuilles « no 711 - Châlus » et « no 735 - Thiviers » de la carte géologique au 1/50 000 de la France métropolitaine, et leurs notices associées,.

Carte géologique de Mialet.

#### Relief et paysages
Le département de la Dordogne se présente comme un vaste plateau incliné du nord-est (491 m, à la forêt de Vieillecour dans le Nontronnais, à Saint-Pierre-de-Frugie) au sud-ouest (2 m à Lamothe-Montravel). L'altitude du territoire communal varie quant à elle entre 250 m à l'extrême sud, là où la Côle quitte le territoire communal et pénètre sur celui de Saint-Jory-de-Chalais, au sud du lieu-dit Boissonnie et 391 m à l'extrême nord, au lieu-dit le Petit Trois Cerisiers, en limites de Dournazac et de La Chapelle-Montbrandeix.
Dans le cadre de la Convention européenne du paysage entrée en vigueur en France le 1er juillet 2006, renforcée par la loi du 8 août 2016 pour la reconquête de la biodiversité, de la nature et des paysages, un atlas des paysages de la Dordogne a été élaboré sous maîtrise d’ouvrage de l’État et publié en octobre 2020. Les paysages du département s'organisent en huit unités paysagères et 14 sous-unités. La commune est dans l'unité paysagère du « Périgord limousin » qui correspond à la région naturelle du Nontronnais. Ce territoire forme un plateau collinaire aux pentes douces et sommets arasés, d’altitude moyenne autour des 300 m dont le point culminant est également celui de la Dordogne. Ce plateau cristallin est vallonné et dominé par les prairies aux horizons boisés. Il est entaillé de vallées profondes aux versants forestiers,.
La superficie cadastrale de la commune publiée par l'Insee, qui sert de référence dans toutes les statistiques, est de 37,30 km2,. La superficie géographique, issue de la BD Topo, composante du Référentiel à grande échelle produit par l'IGN, est quant à elle de 38,36 km2.

### Hydrographie

#### Réseau hydrographique
La commune est située pour partie dans le bassin de la Dordogne et pour partie dans le bassin versant de la Charente au sein du Bassin Adour-Garonne. Elle est drainée par la Dronne, la Côle, la Queue d'Âne, le Coly, le Dournaujou, le ruisseau de Jalinie, le ruisseau de Vergne Nègre et par divers petits cours d'eau, qui constituent un réseau hydrographique de 60 km de longueur totale,.
La Dronne, d'une longueur totale de 200,56 km, prend sa source dans la Haute-Vienne dans la commune de Bussière-Galant et se jette en rive droite de l'Isle — dont elle est le principal affluent — à Coutras en Gironde, au lieu-dit la Fourchée, face à la commune de Sablons,. Elle arrose le territoire communal du nord-est à l'ouest sur neuf kilomètres, formant de nombreux méandres, dont près de cinq kilomètres marquent la limite territoriale à l'ouest, face à Saint-Saud-Lacoussière.
La Côle, d'une longueur totale de 51,53 km, prend sa source dans la commune de Firbeix et se jette dans la Dronne en rive gauche, en limite de Brantôme en Périgord et de Condat-sur-Trincou. Elle baigne la commune de l'est au sud-ouest sur sept kilomètres, lui servant de limite naturelle sur un kilomètre et demi, face à Saint-Jory-de-Chalais et format le plan d'eau de Miallet, une retenue de 88 hectares partagée avec La Coquille.
Le Coly, d'une longueur totale de 12,16 km, prend sa source dans la commune de Firbeix et se jette dans la Côle en rive droite à Mialet. Il arrose la commune du nord au sud sur près de huit kilomètres, formant une retenue de quatorze hectares, l'étang de Vivale 700 mètres à l'ouest du bourg.
La Queue d'Âne, ou ruisseau de la Queue d'Âne, d'une longueur totale de 18,61 km, prend sa source dans la commune de Mialet et se jette dans la Côle en rive droite à Saint-Jean-de-Côle au pont de Lavaud. Elle arrose la commune à l'ouest sur plus d'un kilomètre dont 500 mètres en limite de Saint-Saud-Lacoussère.
Deux autres affluents de rive droite de la Dronne arrosent la commune : le ruisseau de Vergne Nègre dans le nord-ouest sur 1,8 kilomètre dont 700 mètres en limite de Saint-Saud-Lacoussère, et le Dournaujou qui borde la commune dans le nord sur 50 mètres, face à Dournazac.
Affluent de rive droite du Touroulet, le ruisseau de Jalinie prend sa source dans le sud-est, en limite de Chalais et de Mialet, et leur sert de limite naturelle sur près de 400 mètres.

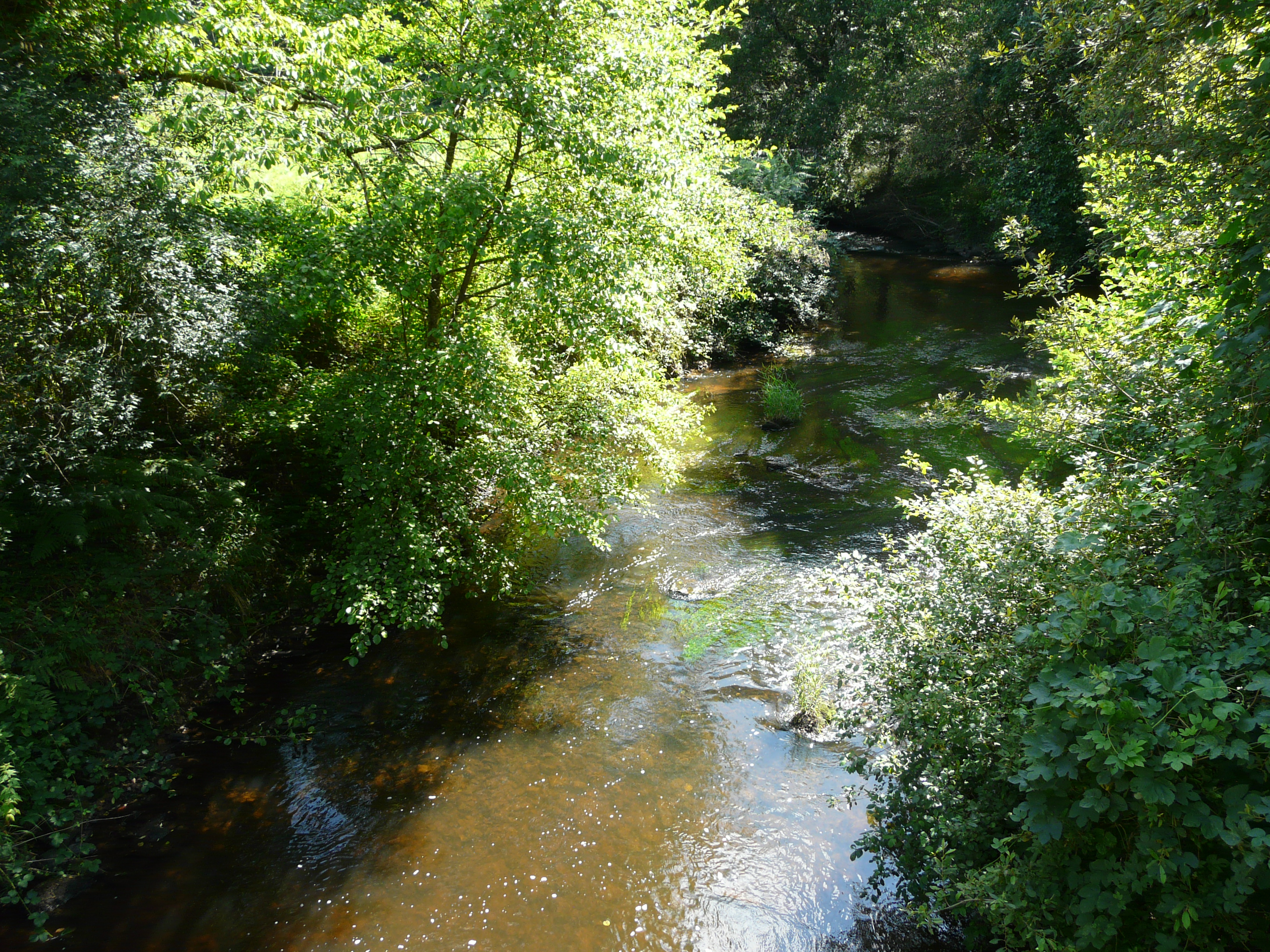
La Dronne au pont de la RD 77.
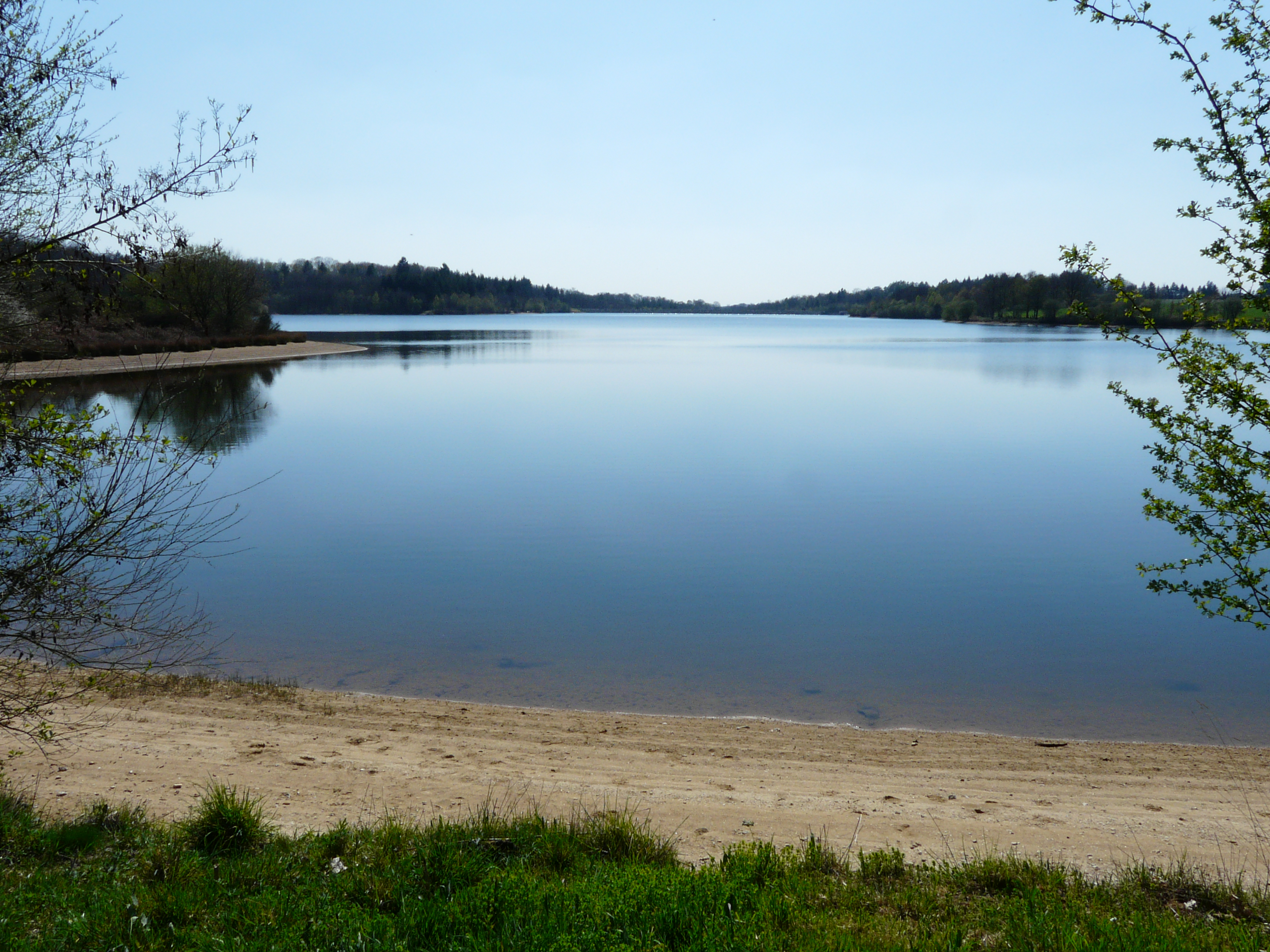
Le plan d'eau de Mialet alimenté par la Côle.
Réseaux hydrographique et routier de Mialet.
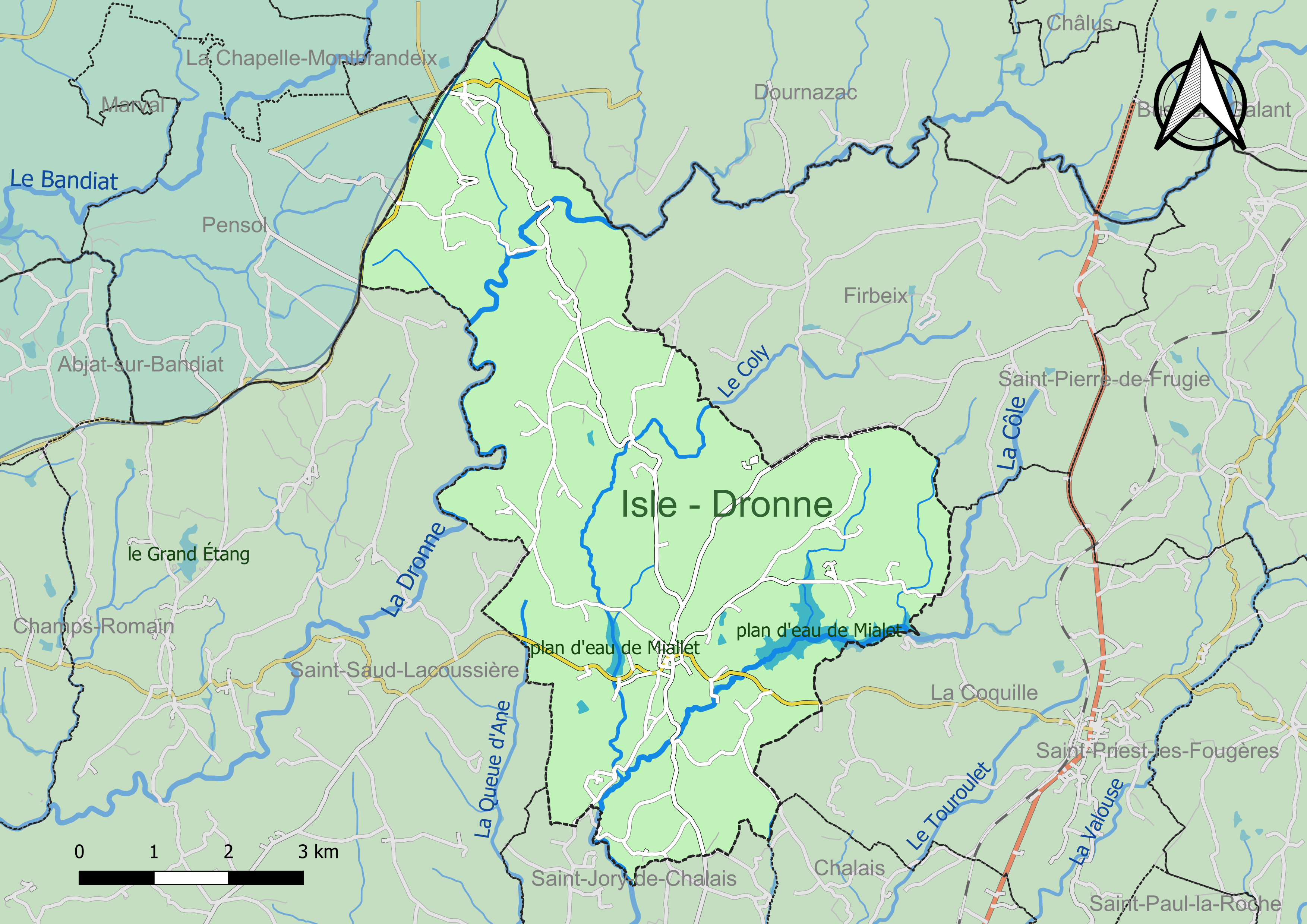
Carte des schémas d'aménagement et de gestion des eaux (SAGE) couvrant le territoire communal de Mialet.

#### Gestion et qualité des eaux
Le territoire communal est couvert par les schémas d'aménagement et de gestion des eaux (SAGE) « Charente » et « Isle - Dronne ». Le SAGE « Charente », dont le territoire correspond au bassin de la Charente, d'une superficie de 9 300 km2, a été approuvé le 19 novembre 2019. La structure porteuse de l'élaboration et de la mise en œuvre est l'établissement public territorial de bassin Charente. Le SAGE « Isle - Dronne », dont le territoire regroupe les bassins versants de l'Isle et de la Dronne, d'une superficie de 7 500 km2, a été approuvé le 2 août 2021. La structure porteuse de l'élaboration et de la mise en œuvre est l'établissement public territorial de bassin de la Dordogne (EPIDOR). Ils définissent chacun sur leur territoire les objectifs généraux d’utilisation, de mise en valeur et de protection quantitative et qualitative des ressources en eau superficielle et souterraine, en respect des objectifs de qualité définis dans le troisième SDAGE  du Bassin Adour-Garonne qui couvre la période 2022-2027, approuvé le 10 mars 2022.
La quasi-intégralité du territoire communal dépend du SAGE Isle - Dronne. Seule une infime zone au nord-ouest, au sud des Trois Cerisiers, est rattachée au SAGE Charente.
La qualité des eaux de baignade et des cours d’eau peut être consultée sur un site dédié géré par les agences de l’eau et l’Agence française pour la biodiversité.

### Climat
Pour des articles plus généraux, voir Climat de la Nouvelle-Aquitaine et Climat de la Dordogne.
Historiquement, la commune est dans une zone de transition entre les climats océaniques aquitain et limousin.  
En 2020, Météo-France publie une typologie des climats de la France métropolitaine dans laquelle la commune est exposée à un climat océanique altéré et est dans la région climatique  Ouest et nord-ouest du Massif Central, caractérisée par une pluviométrie annuelle de 900 à 1 500 mm, maximale en automne et en hiver.
Pour la période 1971-2000, la température annuelle moyenne est de 11,5 °C, avec  une amplitude thermique annuelle de 14,7 °C. Le cumul annuel moyen de précipitations est de 1 099 mm, avec 14,2 jours de précipitations en janvier et 7,9 jours en juillet. Pour la période 1991-2020, la température moyenne annuelle observée sur la station météorologique de Météo-France la plus proche, sur la commune de La Coquille à 6 km à vol d'oiseau, est de 12,1 °C et le cumul annuel moyen de précipitations est de 1 178,8 mm,. 
La température maximale relevée sur cette station est de 39,5 °C, atteinte le 7 août 2003 ; la température minimale est de −18,7 °C, atteinte le 16 janvier 1985.
Pour afficher une liste d’indicateurs climatiques caractérisant la commune aux horizons 2030, 2050 et 2100 et pouvoir ainsi s'adapter aux changements climatiques, entrer son nom dans Climadiag-commune, un site de Météo-France élaboré à partir des nouvelles projections climatiques de référence DRIAS-2020.

## Urbanisme

### Typologie
Au 1er janvier 2024, Mialet est catégorisée commune rurale à habitat très dispersé, selon la nouvelle grille communale de densité à 7 niveaux définie par l'Insee en 2022.
Elle est située hors unité urbaine et hors attraction des villes,.

### Occupation des sols
L'occupation des sols de la commune, telle qu'elle ressort de la base de données européenne d’occupation biophysique des sols Corine Land Cover (CLC), est marquée par l'importance des territoires agricoles (55 % en 2018), une proportion identique à celle de 1990 (55 %). La répartition détaillée en 2018 est la suivante : 
forêts (41,6 %), prairies (36,7 %), zones agricoles hétérogènes (14,9 %), terres arables (3,4 %), eaux continentales (2 %), zones urbanisées (1,4 %). L'évolution de l’occupation des sols de la commune et de ses infrastructures peut être observée sur les différentes représentations cartographiques du territoire : la carte de Cassini (XVIIIe siècle), la carte d'état-major (1820-1866) et les cartes ou photos aériennes de l'IGN pour la période actuelle (1950 à aujourd'hui).

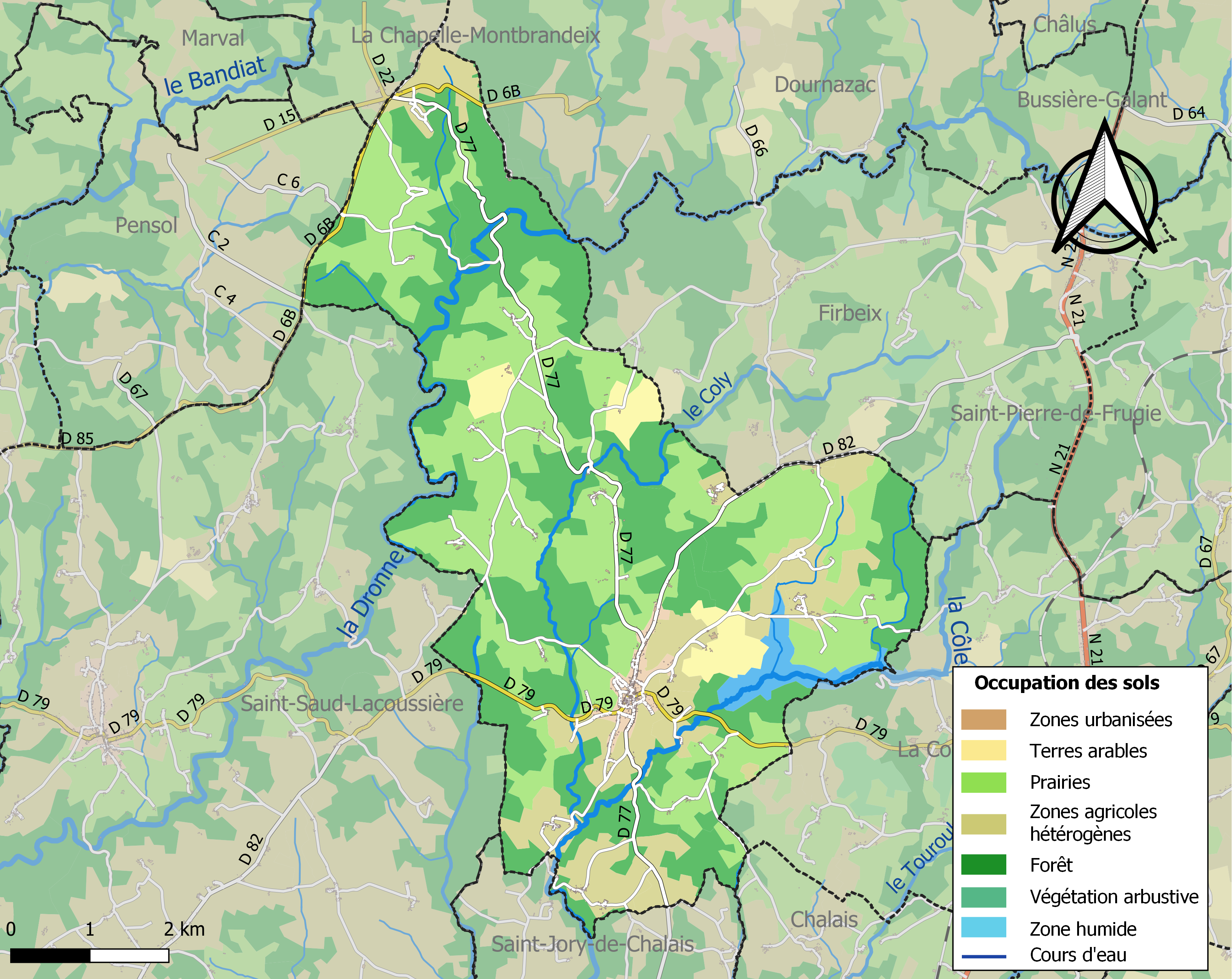
Carte des infrastructures et de l'occupation des sols de la commune en 2018 (CLC).

### Hameaux, lieux-dits, et écart
Un peu moins de 40 % de la population réside dans le bourg et ses alentours immédiats, alors que l’essentiel de la population habite des lieux-dits[réf. nécessaire]. Il s’agit de hameaux, constitués quelquefois par une seule ferme autrefois, ou de petits villages qui pouvaient comporter plus de 15 ou 20 feux au XVIIIe siècle. Les villages les plus importants étaient ainsi les Trois Cerisiers (à cheval aussi sur trois communes de la Haute-Vienne), le Montibus, Lacaud et Mamont.  
On trouve aussi : les Rivaux, Labrousse, la Grotte, Montéricout,  Aux Parcs, Puyraud, Gatinelle, Lacouchie.

### Prévention des risques
Le territoire de la commune de Mialet est vulnérable à différents aléas naturels : météorologiques (tempête, orage, neige, grand froid, canicule ou sécheresse), inondations, feux de forêts, mouvements de terrains et séisme (sismicité faible). Il est également exposé à un risque particulier : le risque de radon. Un site publié par le BRGM permet d'évaluer simplement et rapidement les risques d'un bien localisé soit par son adresse soit par le numéro de sa parcelle.

#### Risques naturels
Certaines parties du territoire communal sont susceptibles d’être affectées par le risque d’inondation par débordement de cours d'eau, notamment la Côle, la Dronne, le Coly et la Queue d'Âne. La commune a été reconnue en état de catastrophe naturelle au titre des dommages causés par les inondations et coulées de boue survenues en 1982, 1983, 1988 et 1999,.
Mialet est exposée au risque de feu de forêt. L’arrêté préfectoral du 14 mars 2013 fixe les conditions de pratique des incinérations et de brûlage dans un objectif de réduire le risque de départs d’incendie. À ce titre, des périodes sont déterminées : interdiction totale du 15 février au 15 mai et du 15 juin au 15 octobre, utilisation réglementée du 16 mai au 14 juin et du 16 octobre au 14 février. En septembre 2020, un plan inter-départemental de protection des forêts contre les incendies (PidPFCI) a été adopté pour la période 2019-2029,.

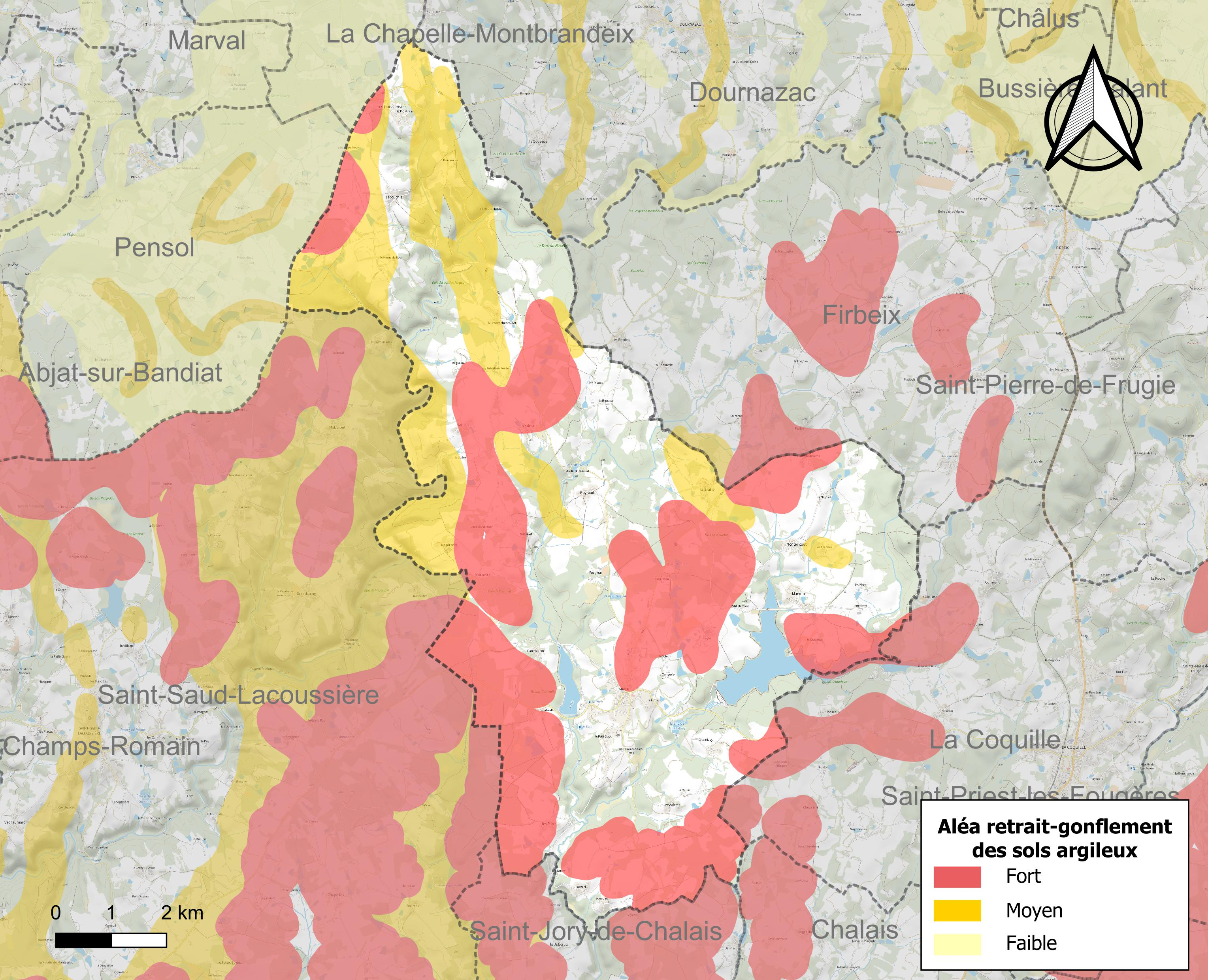
Carte des zones d'aléa retrait-gonflement des sols argileux de Mialet.

Les mouvements de terrains susceptibles de se produire sur la commune sont des tassements différentiels. Le retrait-gonflement des sols argileux est susceptible d'engendrer des dommages importants aux bâtiments en cas d’alternance de périodes de sécheresse et de pluie. 52,9 % de la superficie communale est en aléa moyen ou fort (58,6 % au niveau départemental et 48,5 % au niveau national métropolitain). Depuis le 1er octobre 2020, en application de la loi ÉLAN, différentes contraintes s'imposent aux vendeurs, maîtres d'ouvrages ou constructeurs de biens situés dans une zone classée en aléa moyen ou fort,.
La commune a été reconnue en état de catastrophe naturelle au titre des dommages causés par la sécheresse en 1989, 2003, 2005 et 2011 et par des mouvements de terrain en 1999.

#### Risque particulier
Dans plusieurs parties du territoire national, le radon, accumulé dans certains logements ou autres locaux, peut constituer une source significative d’exposition de la population aux rayonnements ionisants. Selon la classification de 2018, la commune de Mialet est classée en zone 3, à savoir zone à potentiel radon significatif.

## Toponymie
La commune s'orthographie localement Miallet (notamment sur les panneaux d'entrée du bourg ainsi que tous les panneaux indiquant le « plan d'eau de Miallet »), même si, ni son appellation en occitan, ni son nom officiel en français, ne doublent la consonne.

## Politique et administration

### Intercommunalité
Fin décembre 2001, la commune de Mialet adhère à la communauté de communes du Périgord vert qu'elle quitte au 1er janvier 2013, pour rejoindre la communauté de communes du Pays de Jumilhac-le-Grand. Celle-ci est renommée le 1er janvier 2017 en communauté de communes des Marches du Périg'Or Limousin Thiviers-Jumilhac puis en octobre 2017 en communauté de communes Périgord-Limousin.

### Administration municipale
La population de la commune étant comprise entre 500 et 1 499 habitants au recensement de 2017, quinze conseillers municipaux ont été élus en 2020,.

### Liste des maires
| Période                                  | Période       | Identité                | Étiquette | Qualité                                                                      |
| ---------------------------------------- | ------------- | ----------------------- | --------- | ---------------------------------------------------------------------------- |
| Les données manquantes sont à compléter. |               |                         |           |                                                                              |
|                                          |               |                         |           |                                                                              |
| 1935                                     | 1939          | Alcide Duguet           | PC-SFIC   |                                                                              |
|                                          |               |                         |           |                                                                              |
| 1971                                     | 1977          | Henri Millet-Lacombe    | Radical   | Médecin Conseiller général du canton de Saint-Pardoux-la-Rivière (1970-1979) |
| 1977                                     | 1989          | Maurice Marquet         | PCF       |                                                                              |
| 1989                                     | 2001          | Céline Millet-Lacombe   | Radical   | Conseillère générale du canton de Saint-Pardoux-la-Rivière (1979-1988)       |
| mars 2001                                | décembre 2006 | Jean-Louis Colombier    |           |                                                                              |
| décembre 2006                            | mars 2014     | Pierrette Razé          | PS        | Retraitée                                                                    |
| mars 2014 (réélue en mai 2020)           | En cours      | Mme Dominique Marceteau | DVG       | Retraitée de l'Éducation nationale                                           |

### Jumelages
Huit des neuf communes de l'ancienne communauté de communes du Pays de Jumilhac-le-Grand, dont Mialet, sont jumelées avec la municipalité allemande de Romrod depuis 2012, La Coquille l'étant depuis 1990.

## Équipements et services publics

### Enseignement
En 2024, au niveau de l'enseignement primaire public, Mialet est organisée en regroupement pédagogique intercommunal (RPI) avec les communes de Chalais, Firbeix et Saint-Jory-de-Chalais.

### Justice
Dans le domaine judiciaire, Mialet relève : 
- du tribunal judiciaire, du tribunal pour enfants, du conseil de prud'hommes et du tribunal de commerce de Périgueux ;
- du pôle Nationalité du tribunal judiciaire de Périgueux (compétent uniquement dans le domaine de la nationalité) ;
- de la cour d'appel, du tribunal administratif et de la  cour administrative d'appel de Bordeaux.

## Population et société

### Démographie
L'évolution du nombre d'habitants est connue à travers les recensements de la population effectués dans la commune depuis 1793. Pour les communes de moins de 10 000 habitants, une enquête de recensement portant sur toute la population est réalisée tous les cinq ans, les populations de référence des années intermédiaires étant quant à elles estimées par interpolation ou extrapolation. Pour la commune, le premier recensement exhaustif entrant dans le cadre du nouveau dispositif a été réalisé en 2005.

En 2022, la commune comptait 629 habitants, en évolution de +1,62 % par rapport à 2016 (Dordogne : +0,37 %, France hors Mayotte : +2,11 %).
| 1793  | 1800  | 1806  | 1821  | 1831  | 1836  | 1841  | 1846  | 1851  |
| ----- | ----- | ----- | ----- | ----- | ----- | ----- | ----- | ----- |
| 1 485 | 1 457 | 1 426 | 1 809 | 1 863 | 1 823 | 1 905 | 2 007 | 1 989 |

| 1856  | 1861  | 1866  | 1872  | 1876  | 1881  | 1886  | 1891  | 1896  |
| ----- | ----- | ----- | ----- | ----- | ----- | ----- | ----- | ----- |
| 1 830 | 1 763 | 1 790 | 1 768 | 1 777 | 1 872 | 2 027 | 2 033 | 2 096 |

| 1901  | 1906  | 1911  | 1921  | 1926  | 1931  | 1936  | 1946  | 1954  |
| ----- | ----- | ----- | ----- | ----- | ----- | ----- | ----- | ----- |
| 2 191 | 2 092 | 2 021 | 1 676 | 1 601 | 1 532 | 1 454 | 1 414 | 1 369 |

| 1962  | 1968  | 1975  | 1982 | 1990 | 1999 | 2005 | 2006 | 2010 |
| ----- | ----- | ----- | ---- | ---- | ---- | ---- | ---- | ---- |
| 1 287 | 1 094 | 1 006 | 888  | 795  | 717  | 692  | 684  | 662  |

| 2015 | 2020 | 2022 | - | - | - | - | - | - |
| ---- | ---- | ---- | - | - | - | - | - | - |
| 626  | 635  | 629  | - | - | - | - | - | - |

### Manifestations culturelles et festivités
- Les « Bisonnades », fête de l'élevage des bisons et de la musique country, le dernier dimanche de juillet (10e édition en 2015)[64].
- Début septembre, fête du village sur un week-end[65].

## Économie

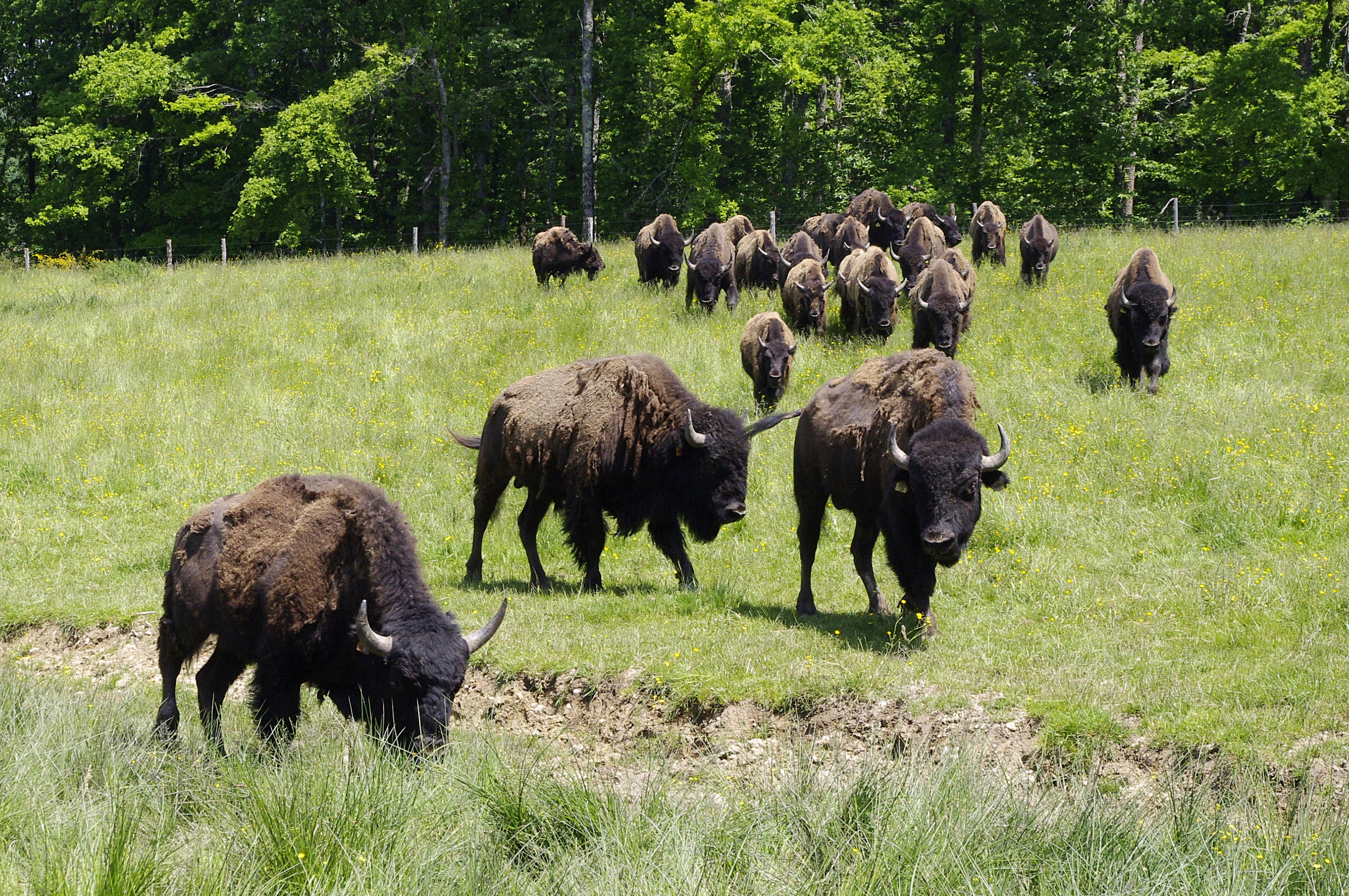
L'élevage de bisons.

L'un des rares élevages français de bisons pour la viande de boucherie est implanté depuis 2003 sur la commune, au lieu-dit les Parcs.

### Emploi
En 2015, parmi la population communale comprise entre 15 et 64 ans, les actifs représentent 216 personnes, soit 34,5 % de la population municipale. Le nombre de chômeurs (vingt-sept) a légèrement diminué par rapport à 2010 (vingt-huit) et le taux de chômage de cette population active s'établit à 12,5 %.

### Établissements
Au 31 décembre 2015, la commune compte 70 établissements, dont trente-quatre au niveau des commerces, transports ou services, quatorze dans l'agriculture, la sylviculture ou la pêche, dix dans la construction, sept relatifs au secteur administratif, à l'enseignement, à la santé ou à l'action sociale, et cinq dans l'industrie.

## Culture locale et patrimoine

### Lieux et monuments
- Château de Lambertie, détruit et reconstruit à plusieurs reprises sur le site d'un repaire remontant au XIIe siècle[70], propriété privée. Chapelle dans une tour portant le millésime 1591[71].
- Manoir de la Congerie (ou château de la Congerie), XVIIIe siècle, propriété privée.
- Manoir de Feyte, XVIIe siècle, propriété privée.
- Manoir de Mialet, XVIe siècle, propriété privée.
- Église Notre-Dame-du-Scapulaire[71], d'origine romane. Autrefois, un pèlerinage à Notre-Dame du Mont-Carmel y était célébré le 16 juin[71].
- Barrage et retenue de Miallet[47] sur la Côle pouvant alimenter la Dronne en cas de sécheresse.
- Cité Découverte Nature : Lieu de visite interactif et ludique pour découvrir la nature de la région et repasser le Certif' dans la salle de classe reconstituée. Animations en été[72].
- Un dolmen dit « dolmen de Vaure », est signalé sur la commune, deux kilomètres à l'ouest du bourg[73].

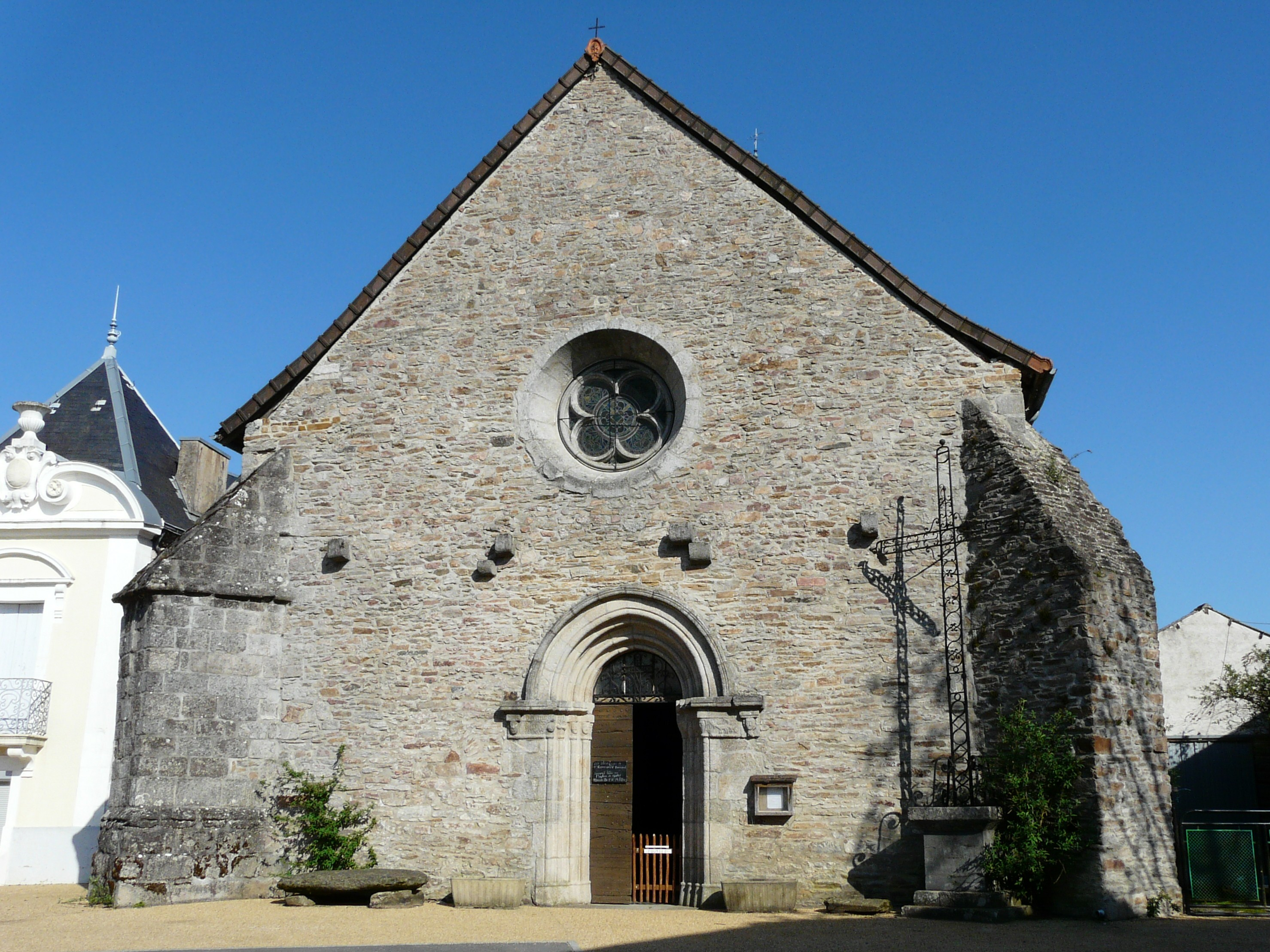
L'église Notre-Dame-du-Scapulaire.
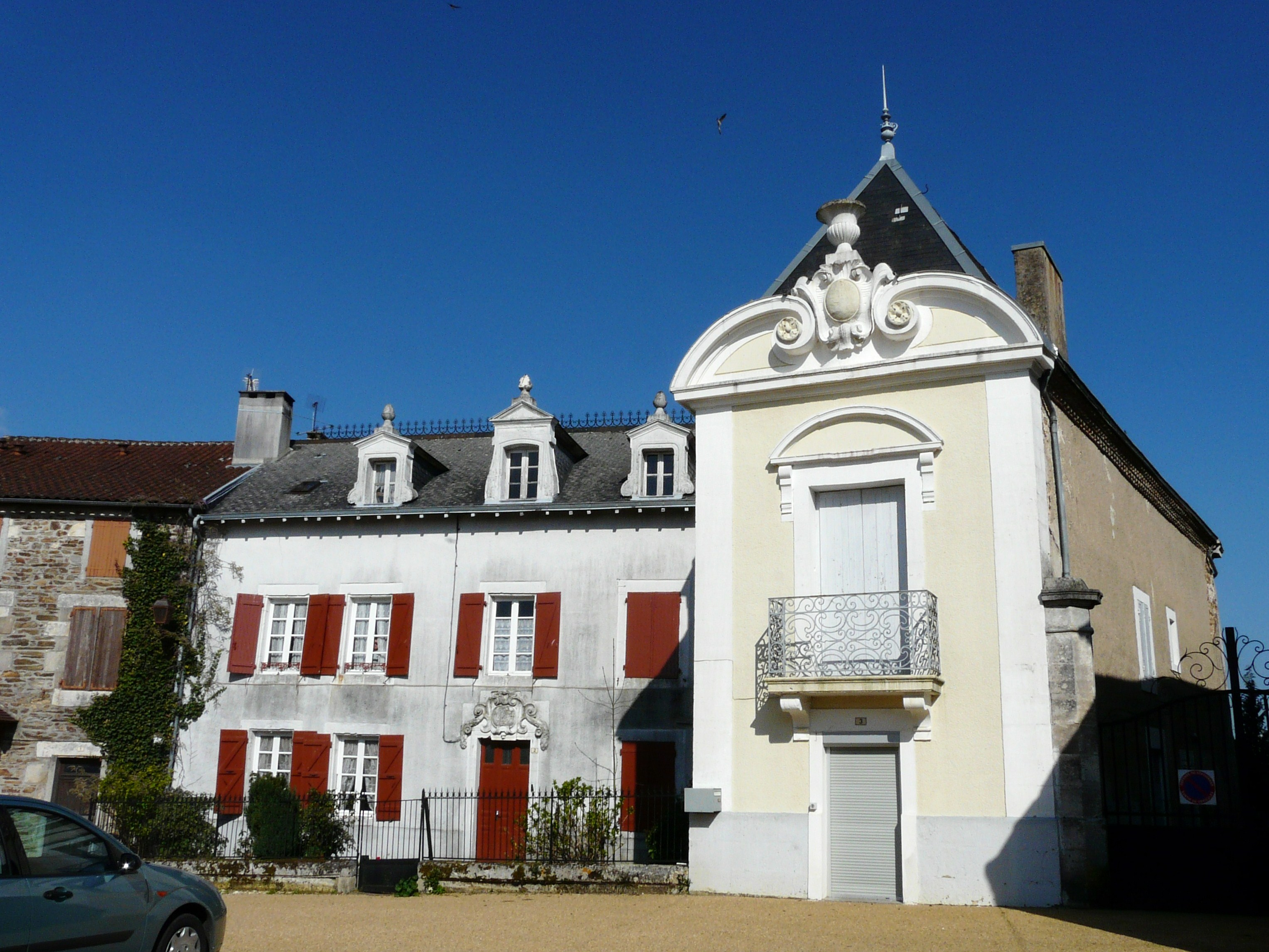
Maison dans le village.
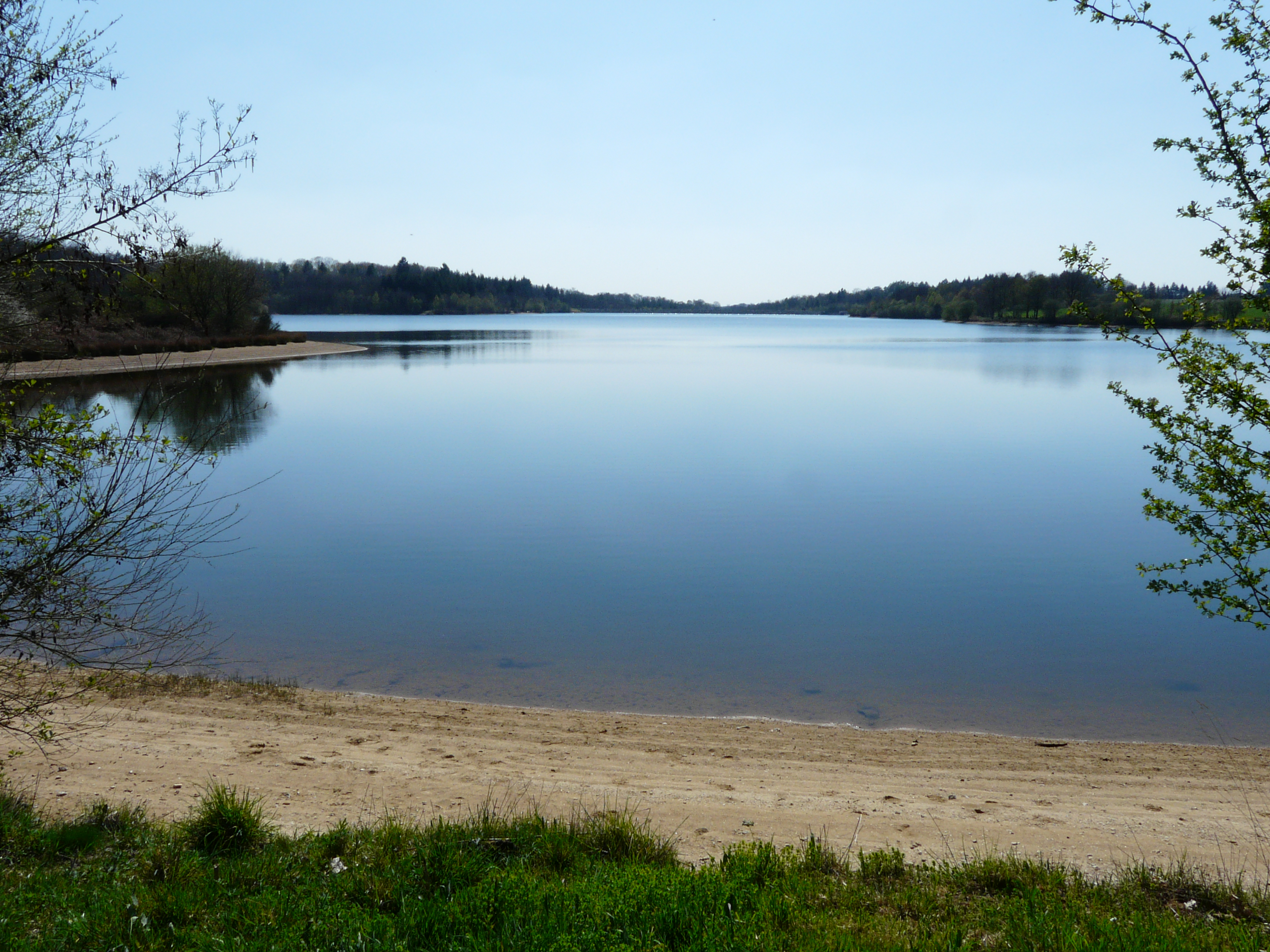
Le plan d'eau de Miallet.

### Patrimoine naturel

#### Parc naturel régional Périgord-Limousin
Depuis sa création en 1998, le parc naturel régional Périgord-Limousin intègre la commune de Mialet.

#### Natura 2000
De sa source jusqu'au bourg de Saint-Pardoux-la-Rivière, sur une cinquantaine de kilomètres (dont huit pour la seule commune de Mialet), la Dronne et ses rives constituent une zone Natura 2000, composée de landes, de prairies humides, de cultures et de forêts. C'est le plus remarquable site de France pour la moule perlière (Margaritifera margaritifera) qui s'y reproduit. D'autres espèces européennes menacées s'y rencontrent également : un amphibien, le sonneur à ventre jaune (Bombina variegata), une libellule, l'agrion de Mercure (Coenagrion mercuriale), un papillon, le damier de la succise (Euphydryas aurinia), l'écrevisse à pattes blanches (Austropotamobius pallipes), deux sortes de poissons, le chabot (Cottus gobio) et la lamproie de Planer (Lampetra planeri) ainsi que plusieurs mammifères dont la  loutre (Lutra lutra) et trois espèces de chauves-souris.

#### ZNIEFF
La commune présente trois zones naturelles d'intérêt écologique, faunistique et floristique (ZNIEFF) de type I.
- Dans une zone essentiellement boisée, les huit kilomètres du parcours de la Dronne sur la commune de Mialet s'effectuent parmi des gorges où selon l'exposition des versants, la flore méditerranéenne alterne avec la flore atlantique. On y trouve de nombreuses espèces de fougères[76],[77].
- Les vallées de la Côle et de son affluent le Coly sont, en grande partie, préservées, notamment la quasi-totalité du cours du Coly sur la commune, où l'on peut rencontrer une rare linaigrette, l'Eriophorum gracile[78],[79].
- Au nord de la commune, les étangs de Maison Rouge présentent sur 25 hectares de marais et de tourbières des espèces botaniques rares[80],[81].

#### Espace naturel sensible
Le département de la Dordogne a reconnu en tant qu'espace naturel sensible le plan d'eau de Miallet (77 hectares) et ses rives qui sont fréquentés par de nombreux oiseaux aquatiques. Sa rive orientale est préservée comme zone de nidification.

### Personnalités liées à la commune
- Léonce Bourliaguet, (1895-1965), écrivain, fut instituteur à Mialet de 1919 à 1923[82].
- Gustave Saussot (1900-1987) est un homme politique né à Mialet.

### Héraldique
| Blason de Mialet | Blason  | D’azur aux deux chevrons d’or accompagnés de trois pins cousus de sinople |
| Blason de Mialet | Détails | Le statut officiel du blason reste à déterminer.                          |

## Pour approfondir